# Орин-Нур
Ори́н-Нур (кит. 鄂陵湖) — озеро в Китае, в провинции Цинхай, на северо-востоке Тибетского нагорья.
Озеро расположено на высоте 4237 м. Длина его составляет 40 км, ширина — 30 км. Через Орин-Нур протекает река Хуанхэ. Озеро богато рыбой.
Впервые озеро Орин-Нур было исследовано русским путешественником Николаем Пржевальским в 1884 году, и названо им озером Русским.